# Alpine (Wyoming)
Alpine è un centro abitato (town) degli Stati Uniti d'America, situato nella Contea di Lincoln nello Stato del Wyoming. Nel censimento del 2000 la popolazione era di 550 abitanti.

## Geografia fisica
Secondo i rilevamenti dell'United States Census Bureau, la località di Alpine si estende su una superficie di 1,8 km², tutti occupati da terre.

## Popolazione
Secondo il censimento del 2000, ad Alpine vivevano 550 persone, ed erano presenti 146 gruppi familiari. La densità di popolazione era di 304,2 ab./km². Nel territorio comunale si trovavano 274 unità edificate. Per quanto riguarda la composizione etnica degli abitanti, il 96,73% era bianco, lo 0,73% era nativo, lo 0,73% proveniva dall'Asia, lo 0,18% proveniva dall'Oceano Pacifico e l'1,64% apparteneva a due o più razze. La popolazione di ogni razza ispanica corrispondeva all'1,09% degli abitanti.
Per quanto riguarda la suddivisione della popolazione in fasce d'età, il 23,8% era al di sotto dei 18, il 6,5% fra i 18 e i 24, il 36,7% fra i 25 e i 44, il 25,3% fra i 45 e i 64, mentre infine il 7,6% era al di sopra dei 65 anni di età. L'età media della popolazione era di 36 anni. Per ogni 100 donne residenti vivevano 107,5 uomini.